# Explosionsmotor

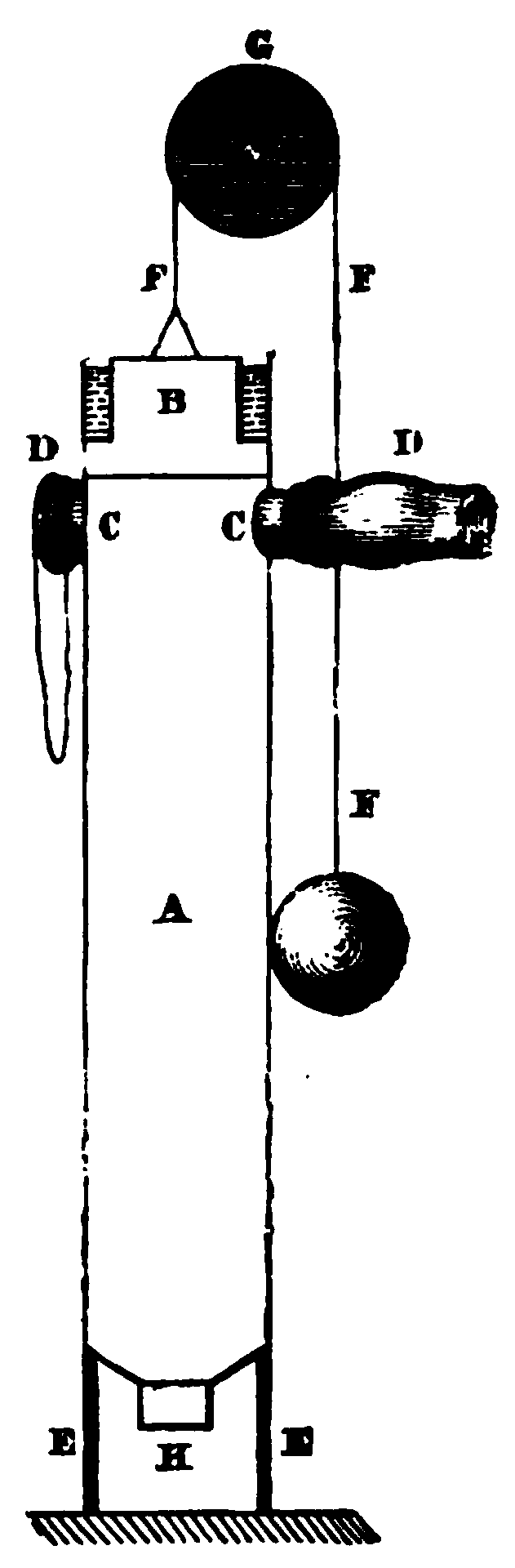
Explosionsmotor A-Zylinder, B-Kolben, C, D-Ventile, H-Pulverladung

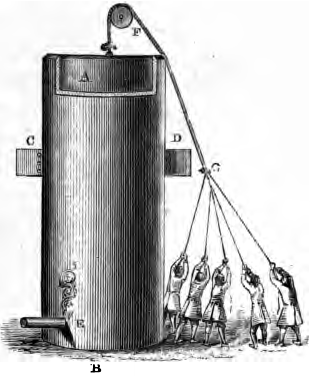
Zeichnung eines Experiments mit einem Huygens Motor der mehrere Personen anhebt – publiziert 1682

Bei einem Explosionsmotor wird Leistung mit Hilfe einer Explosion oder Detonation erzeugt.
Umgangssprachlich wurden fälschlicherweise früher auch Verbrennungsmotoren so bezeichnet. Verbrennungsmotoren nutzen Deflagration, während Explosionsmotoren im engeren Sinne Explosion/Detonation nutzen.

## Frühe Versuche
Samuel Morland erhielt 1661 ein Patent von Karl II. (England) für eine Erfindung, welche Wasser mittels der Kraft aus Luft und (Schwarz-)pulver hoch befördern sollte. Genaue Details sind nicht überliefert.
Jean de Hautefeuille schlug im Jahr 1678 ebenfalls vor, Wasser mittels Schwarzpulver zu pumpen.

## Christiaan Huygens
Christiaan Huygens führte einen solchen Motor 1673 einem Minister Ludwig XIV. vor. Es handelte sich dabei um eine atmosphärische Maschine. In einem Zylinder wurde mittels einer Schwarzpulverladung ein heißes Verbrennungsgasgemisch eingebracht. Bei der anschließenden Abkühlung des Gases konnte mittels eines Kolbens in dem Zylinder ein Gewicht angehoben werden. Das Projekt scheiterte daran, dass dieser Prozess mit damaligen Mitteln nicht periodisch wiederholbar war.
Sein Assistent Denis Papin, der 1675 nach London zog, schlug in einem Brief im Jahr 1687 an Edmund King (circa 1629–1709) den Bau eines solchen Motors vor.

## George Cayley
George Cayley entwarf und experimentierte von 1808 mit Schwarzpulvermotoren.
Sein Ziel war dabei damit Fluggeräte zu betreiben, jedoch waren seine Motoren dafür zu unzuverlässig.

## Brackenburg
Die erste praktische Umsetzung dieses Motors wurde vom deutschen Konstrukteur Brackenburg 1836 gemacht, der mit der Wasserstoff-Methode ein Auto antrieb.
Wegen der Gefährlichkeit des im Behälter befindlichen Wasserstoffs konnte sich dieser Motor nicht durchsetzen.

## Weiterer Verlauf
Die meisten Explosionsmotoren nutzen nicht die Expansion des Gases um Arbeit zu verrichten, sondern das beim Abkühlen entstehende Vakuum.
Dadurch haben Isaac de Rivaz Motor und der atmosphärischer Motor von Otto und Langen (erstmals 1867 gezeigt) prinzipbedingt gewisse Ähnlichkeiten mit Explosionsmotoren bzw. werden je nach Quelle auch als Explosionsmotoren klassifiziert.